# ハイファ国際映画祭
ハイファ国際映画祭（英語: Haifa International Film Festival）は、毎秋にイスラエル・ハイファで開催される映画祭。1983年、イスラエルで初の国際映画祭として設立。

日本映画の上映は、2006年『紀子の食卓』（監督：園子温）、2012年『カミハテ商店』（監督：山本起也）、2013年『はなればなれに』（監督：下手大輔）等がある。
2013年の第29回開催では、「Tribute to Yasujiro Ozu」（小津安二郎トリビュート）として、小津監督3作（『秋刀魚の味』『彼岸花』『東京物語』）と、『東京家族』（監督：山田洋次）が上映された。